# Moti Ben-Moshe
Mordechai Maurice „Moti“ Ben-Moshe [ˈmoʊti bɛn-moʊˈʃɛ] (hebräisch מרדכי "מוטי" בן משה) (* 9. April 1975 in Beʾer Scheva, Israel) ist ein israelischer Geschäftsmann. Er ist Vorsitzender und CEO der deutschen Holdinggesellschaft Extra Holding, die den Energieversorger ExtraEnergie kontrolliert. Er ist auch Eigentümer von Alon Blue Square und agierte kurzzeitig als Vorsitzender der IDB Group. Ben-Moshe soll über ein Vermögen von 950 Millionen Dollar verfügen.

## Leben
Die Eltern von Moti Ben-Moshe kamen 1971 aus der ehemaligen Georgischen Sozialistischen Sowjetrepublik als jüdische Emigranten nach Israel. Sie lebten in Beʾer Scheva, wo er als Mordechai Moshiashvili geboren wurde. Als er noch ein Baby war, zog die Familie nach Lod, wo sie in einer Sozialwohnung lebten, bis sie 1993 in ein Einfamilienhaus in derselben Stadt zog. Der Vater der Familie, Jacob Moshiashvili, machte Karriere bei der Mizrahi-Tefahot Bank und leitete viele Jahre lang eine Filiale der Bank in Ramla.
Nach seinem Schulabschluss in Petach Tiqwa an der Jeschiva hebraisierte Moshiashvili seinen Namen in Ben-Moshe. Anschließend schloss er sich den israelischen Streitkräften an, wo er Computerprogrammierung erlernte. Nach zwei Jahren verließ er die Armee, um sich selbständig zu machen.

## Geschäftstätigkeit
Erste Schritte
In den späten 1990er Jahren gründete Ben-Moshe das erfolgreiche Billing-Software-Unternehmen Cyber Gate, bei dem er einer der Softwareentwickler war.
Geschäftstätigkeit in Deutschland
Anschließend wanderte er nach Deutschland aus, wo er mit Aldi zusammenarbeitete und Internetdienste über die Kette verkaufte. Er ging eine Partnerschaft mit der deutschen Tochtergesellschaft des spanischen Unternehmens Telefónica ein und kaufte Internet-Infrastrukturen auf. Dieses Geschäft wurde im Schatten der Dot-Com-Pleite getätigt, die viele Internet-Infrastrukturen ungenutzt ließ, die Ben-Moshe zu stark reduzierten Preisen kaufen konnte.
2002 Ben-Moshe kehrte nach Israel zurück. Er war weiterhin in Deutschland und Europa über die Extra Holding tätig, eine Holdinggesellschaft, die sein Geschäft in Europa verwaltet. Es befasst sich hauptsächlich mit Telekommunikation, Versicherungen und Energie.
ExtraEnergie, mit Sitz in Monheim am Rhein, wurde 2008 gegründet und konnte im Geschäftsjahr 2012 bei einem Umsatz von über einer Milliarde Euro einen Gewinn von 21 Millionen Euro erwirtschaften. Die Zahl der Mitarbeiter lag bei 1000 und die der Kunden bei über einer Million. Im Jahr 2021 hatte ExtraEnergie noch etwa 200.000 Kunden – der Discount-Anbieter geriet immer wieder in die Kritik von Verbraucherschützern auf Grund undurchsichtiger Vertragsstrukturen.
Geschäftstätigkeit in Israel
2008 schuf Ben-Moshe zusammen mit Yashka Barnim einen Fonds im Bereich erneuerbare Energien.
Am 17. Dezember 2013 übernahmen Ben-Moshe und sein Partner Eduardo Elsztain die IDB Group, eine große Holdinggesellschaft, um in Immobilien zu investieren.
Im Jahre 2016 übernahm Ben-Moshe für 120 Millionen ILS den angeschlagenen Lebensmitteleinzelhandelskonzern Alon Blue Square und investierte weitere 900 Millionen ILS in das Unternehmen. 2022 wurde ein Bilanzgewinn von 880,953 Millionen ILS aus einem Umsatz von 9,451 Milliarden ILS erzielt.

## Vor Gericht
ExtraEnergie wollte 2022 bei seinen Kunden drastische Preiserhöhungen durchsetzen und drohte laut einem Spiegel-Bericht den Kunden mit Klagen. Ein Stromkunde sollte statt 28 Cent 74 Cent pro Kilowattstunde zahlen. Das Landgericht Düsseldorf hatte ExtraEnergie im Sommer 2022 per einstweiliger Verfügung verboten, „während des vereinbarten Zeitraums der Preisfixierung“ einseitig Schreiben mit Preiserhöhungen zu verschicken.